# Sinagoga Coral de Kaunas
La Sinagoga Coral de Kaunas - Kauno choralinė sinagoga en lituà - és una de les dues sinagogues corals operatives a Lituània. És a la ciutat de Kaunas, la segona ciutat en nombre d'habitants de Lituània amb 355.550 habitants. La sinagoga neobarroca va ser construïda l'any 1872. Abans de l'Holocaust a Lituània, la ciutat tenia unes 25 sinagogues. A l'interior de l'edifici hi ha un monument dedicat als nens jueus lituans assassinats durant la Xoà.

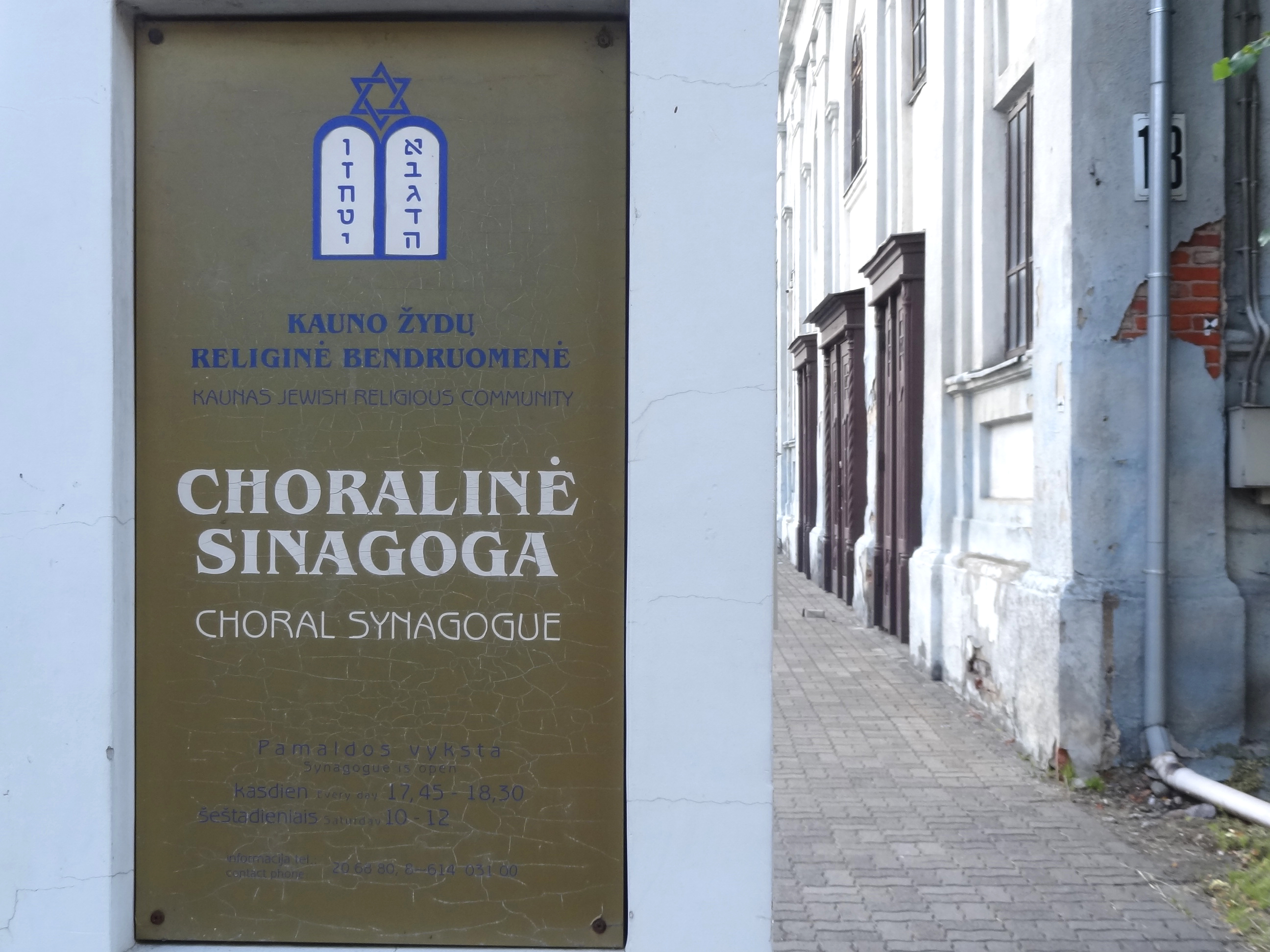
Entrada
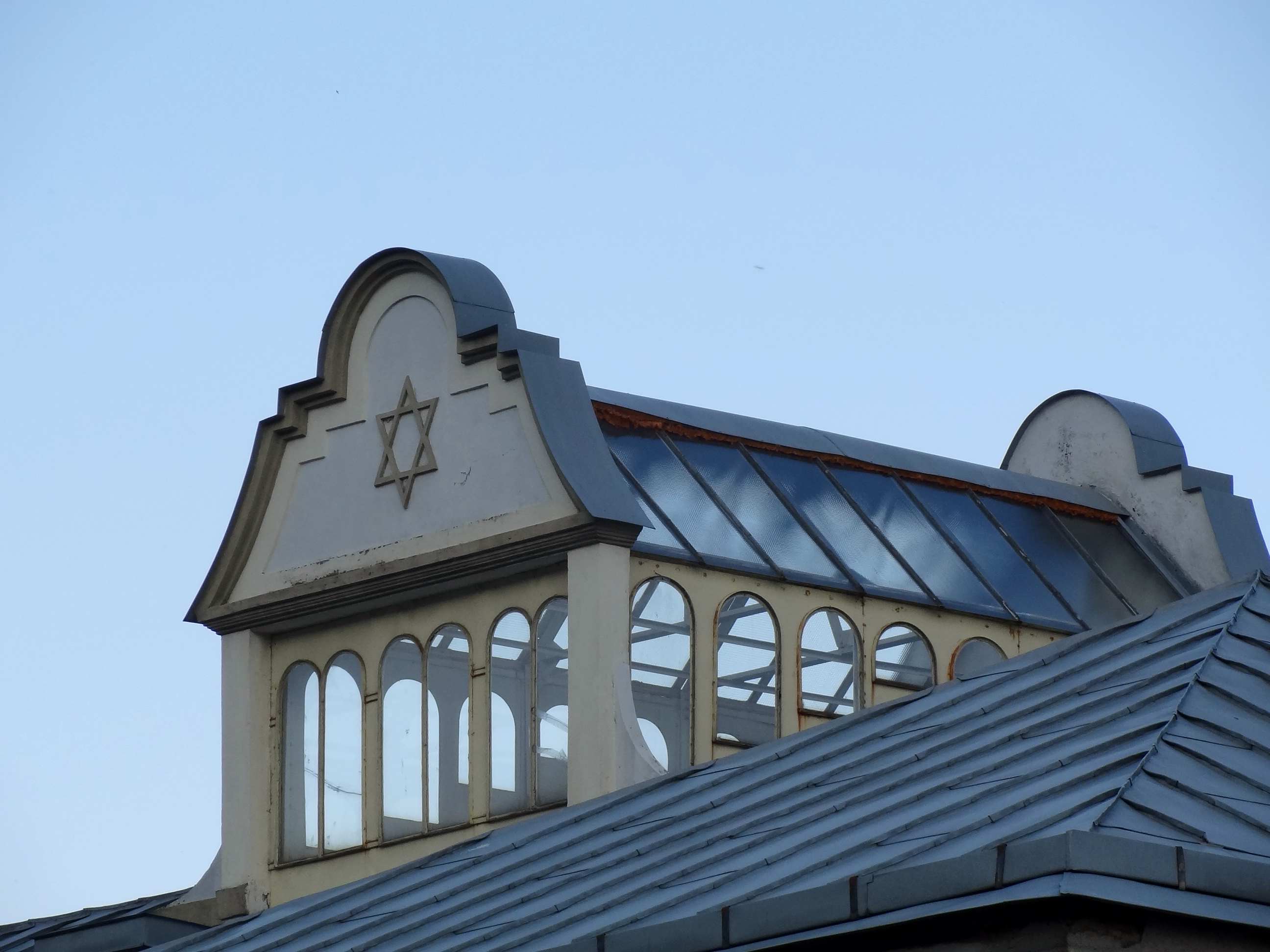
Al sostre
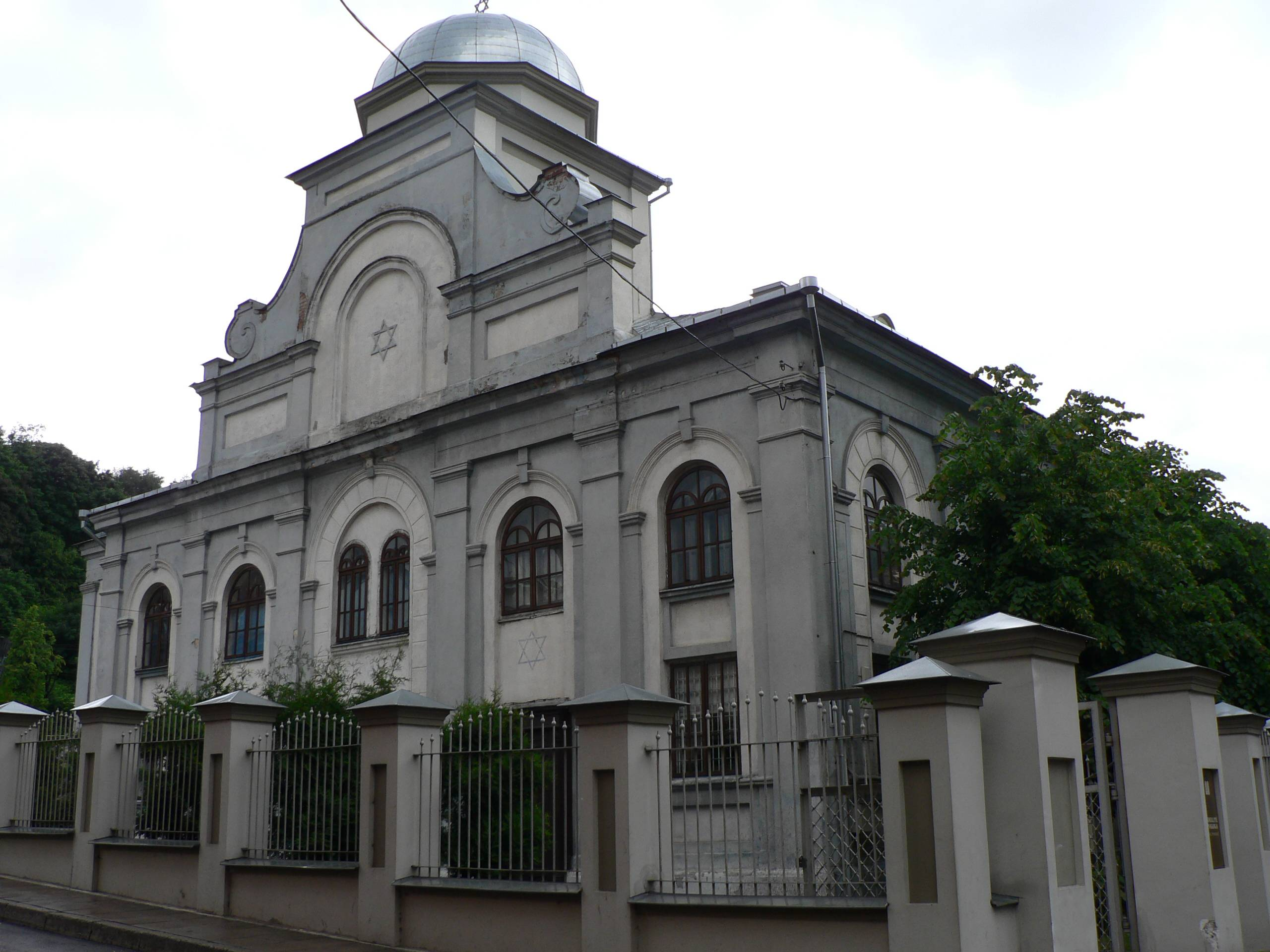
Vista de la sinagoga
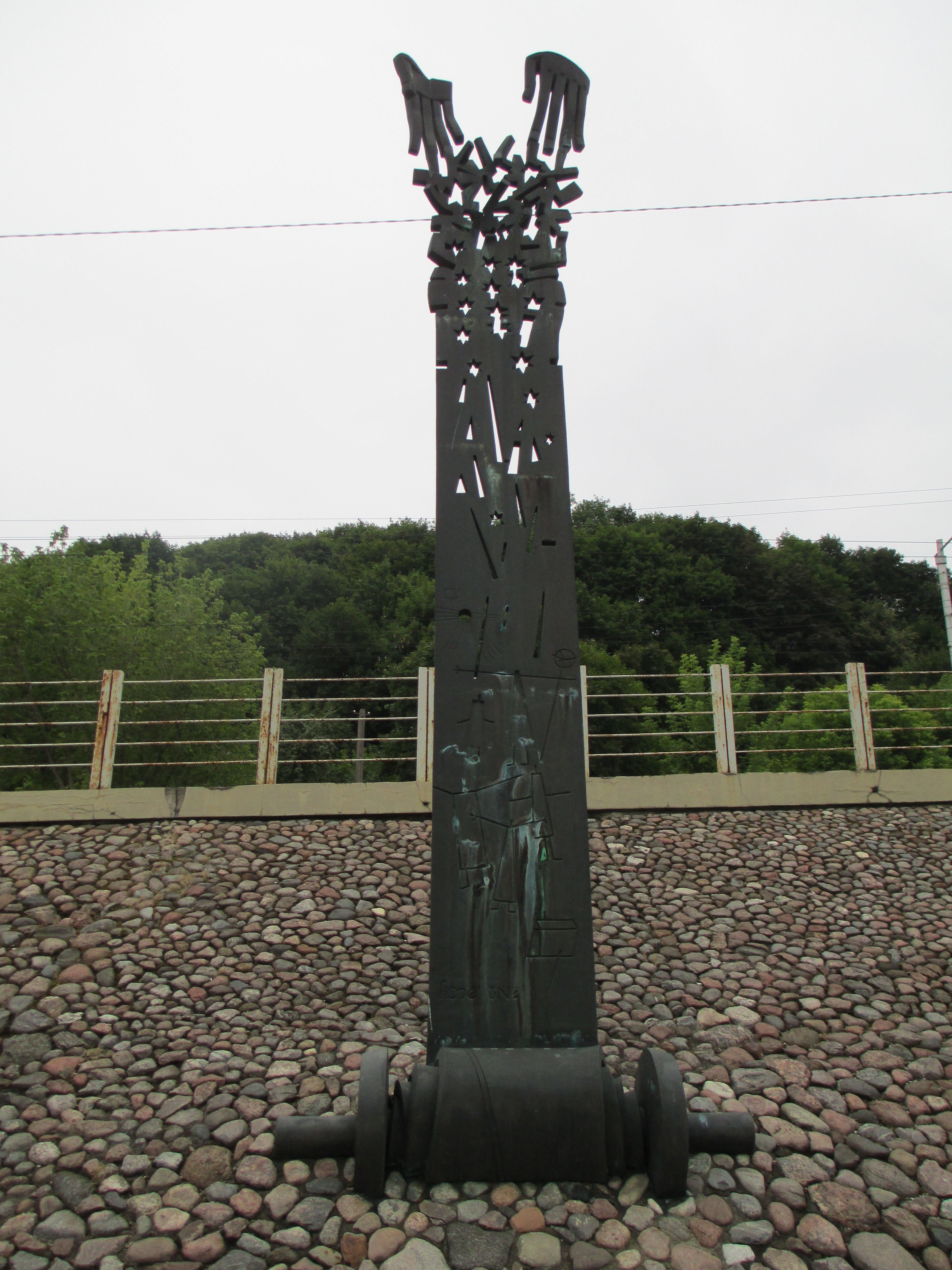
Monument a les víctimes de l'Holocaust
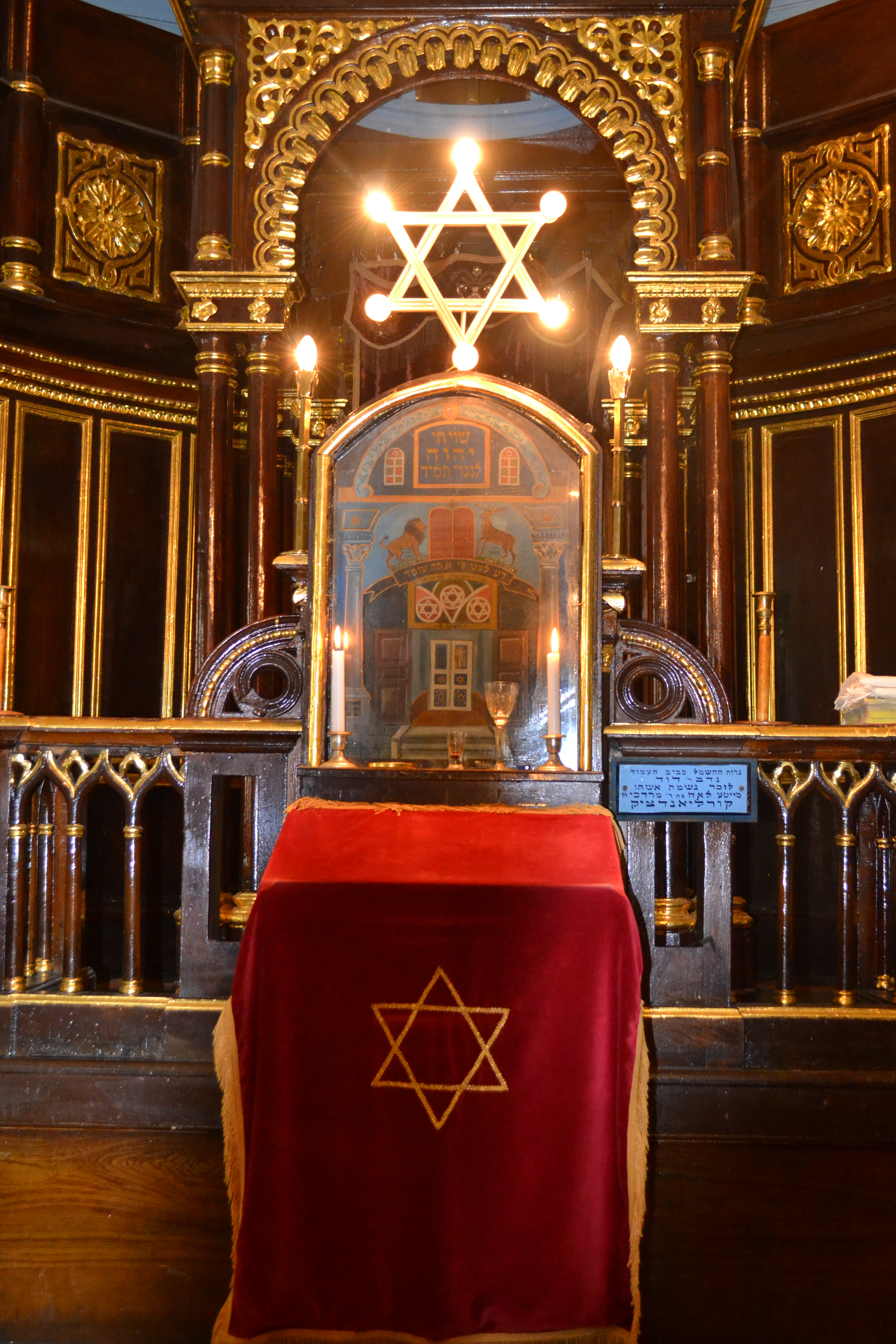
Aron ha-Qodeix i faristol
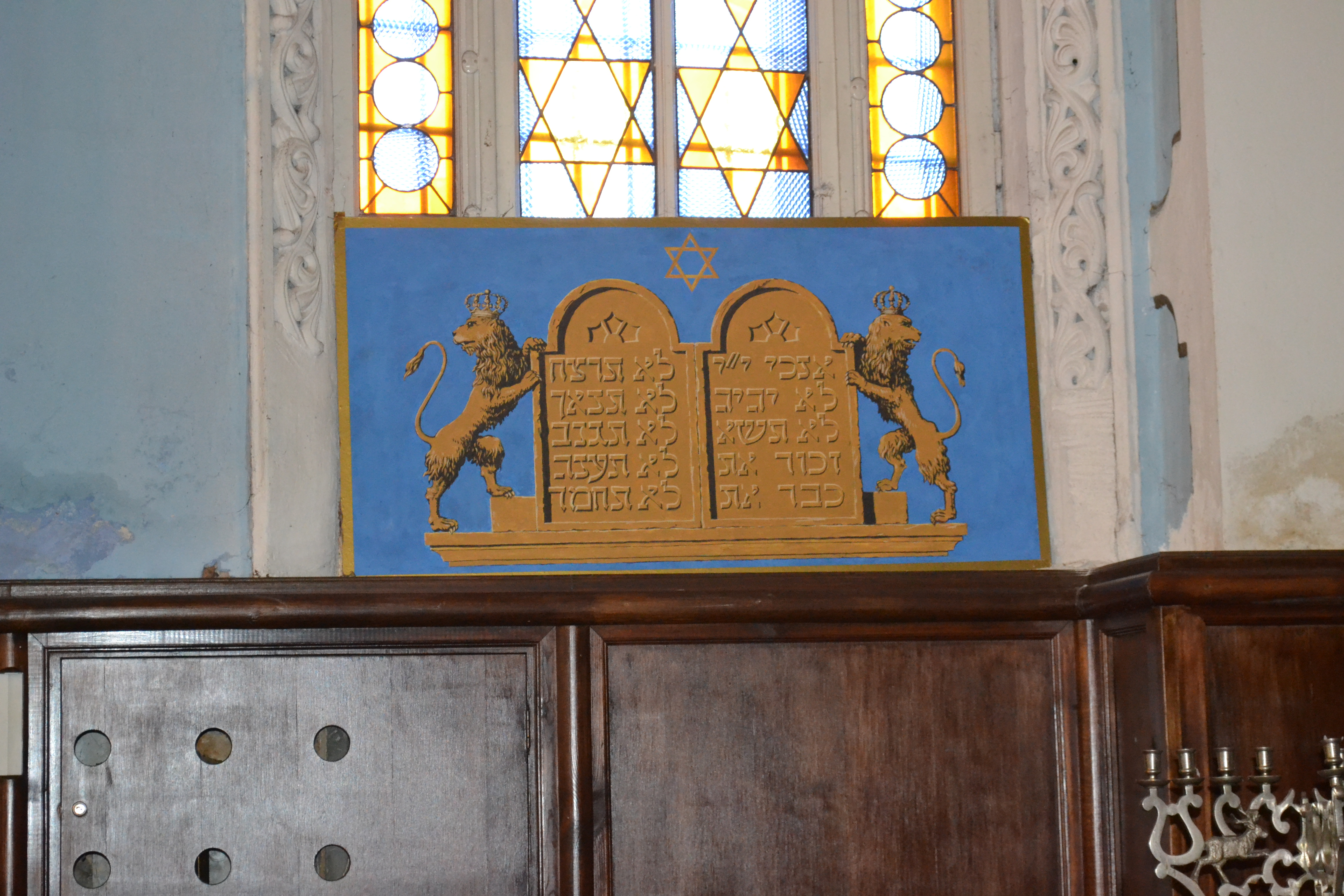
Deu Manaments
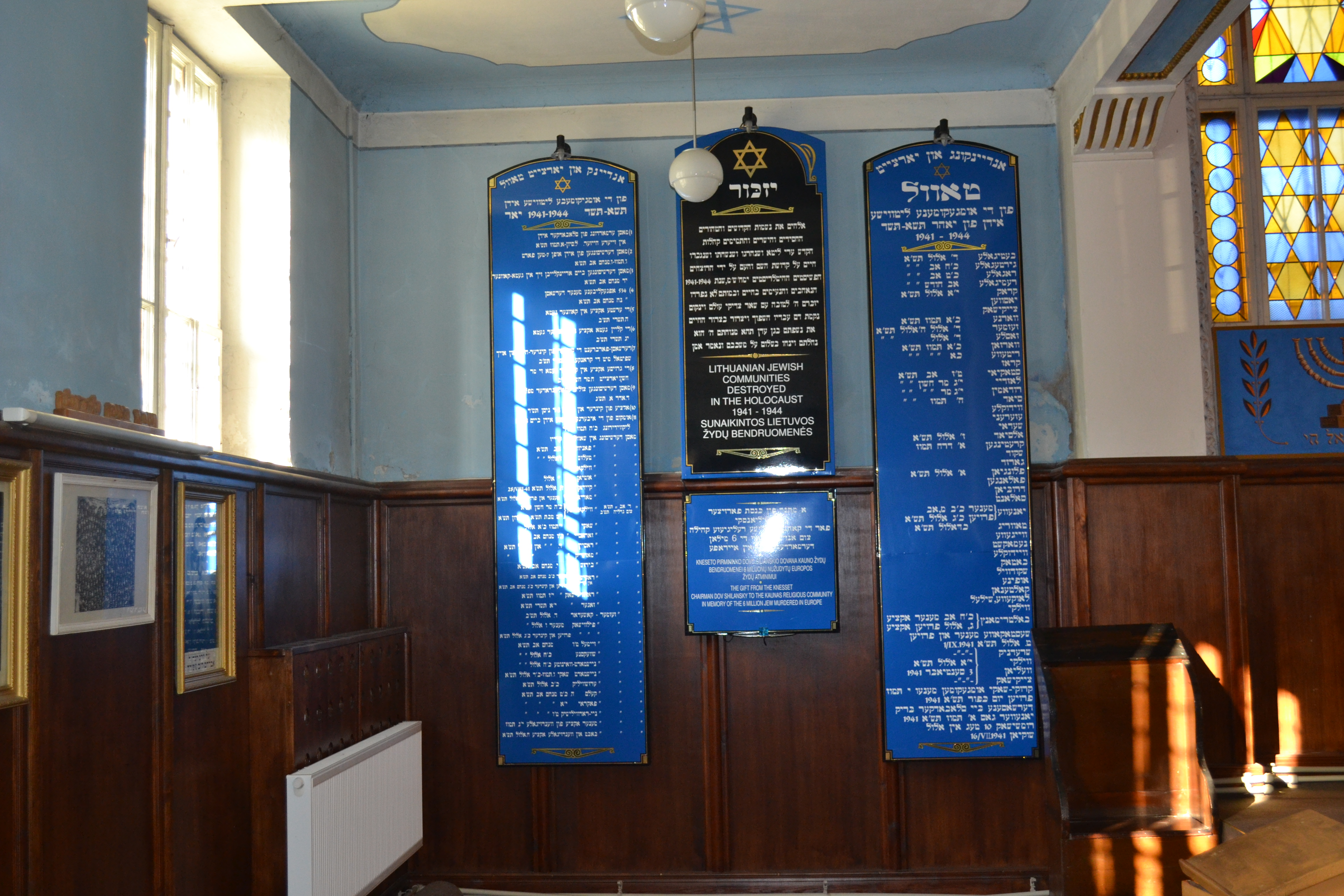
Plaques commemoratives amb els noms dels soldats jueus que van morir a la Primera Guerra Mundial i les víctimes de l'Holocaust